# Bell AH-1Z Viper
Il Bell AH-1Z è un elicottero d'attacco bimotore sviluppato come evoluzione del AH-1 SuperCobra per lo United States Marine Corps. È dotato di un rotore a quattro pale senza cuscinetti, fabbricate con materiale composito, nuove cinghie di trasmissione e un nuovo sistema di puntamento.
Il velivolo fa parte del programma di aggiornamento AH-1, che mira a migliorare i sistemi ad ala rotante del Corpo dei Marines. È anche chiamato "Zulu Cobra" in riferimento alla sua lettera di variante.

## Storia del progetto
Nel 1996 il Corpo dei Marines lanciò, firmando un contratto con la Bell, il programma di aggiornamento H-1, che prevedeva il rinnovamento di 100 UH-1N e di 180 AH-1WS. Il programma inizialmente prevedeva di modernizzare completamente gli apparecchi partendo dalle cellule preesistenti, così da ridurre i costi. Inoltre in tutt'e due gli aeromobili circa l'84% dei componenti sono identici.
L'AH-1Z ha effettuato il primo volo 8 dicembre del 2000. I primi ordini sono stati commissionati nel 2003 e la fine delle forniture erano previste per 2018. Ma nel corso del 2008 sono stati fatti due nuovi ordini per la costruzione ex-novo di 86 apparecchi.
Nonostante un ultimo lotto di elicotteri dovrebbe essere consegnato entro il 2022, da maggio 2021 è stato deciso di immagazzinarne 27 esemplari provenienti da teatri operativi presso l'AMARG, in Arizona.

## Tecnica

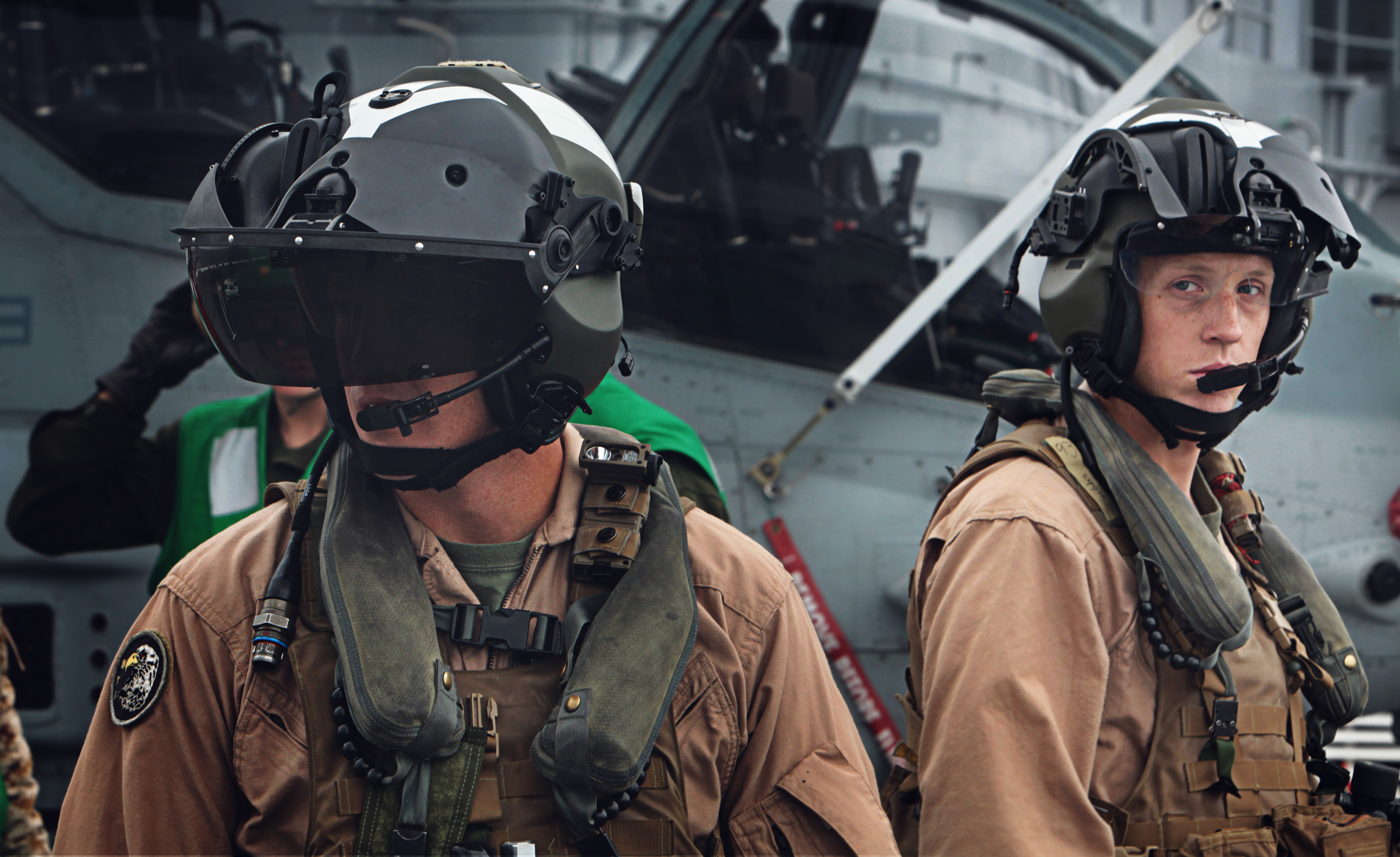
Particolarità dell' HMD Thales TopOwl (versione ottimizzata) usato per il AH-1Z Viper.

L'AH-1Z incorpora molte innovazioni tecnologiche. Soprattutto per ciò che riguarda le prestazioni e la capacità d'attacco.
I rotori sono stati sostituiti con un impianto senza cuscinetti e a 4 pale costruite in materiale composito. Questo sistema permette di migliorare la sopravvivenza dell'apparecchio ai sistemi antiaereo. Le prestazioni sono state migliorate anche grazie alla sostituzione dei motori con nuovi propulsori General Electric T700. Inoltre sono stati costruiti dei nuovi stub alari che permettono l'aggancio dei missili AIM-9 Sidewinder.
La revisione ha permesso di migliorare tutti gli impianti tecnologici e è stato integrato un nuovo glass cockpit. Ogni membro dell'equipaggio avrà a disposizione due unità LCD da 8X6 pollici, oltre a ciò la suite include sistema GPS e un impianto per la navigazione inerziale (EGI), un sistema con mappa digitale e sottosistemi di dati Meggitt, che consente l'uso delle armi quando si libra.
A tutto ciò va aggiunto un sistema integrato nel casco per la visualizzazione notte e giorno, che consente di facilitare l'uso di tutti gli apparati del velivolo. Tale sistema  integrato nel casco, costruito dalla Thales, è composto da un display binoculare e da una particolare lente che consente la visione di immagini o l'uso dei FLIR per la visualizzazione degli obbiettivi.

## Impiego operativo
L'AH-1Z ha completato i test di volo sul mare nel 2005. Dopo aver completato ulteriori test, anche in Afghanistan, Il velivolo è diventato operativo nel 2010.
Il 21 settembre 2012 la Corea del Sud ha notificato al Congresso degli Stati Uniti l'intenzione di acquistare 36 AH-1Z ed il relativo materiale tecnico. L'ordine, che ha un costo di 2,6 miliardi di $, comprendeva anche 84 motori (72 installati e 12 pezzi di ricambio), 288 missili AGM-114K3 Hellfire, 72 missili AIM-9M-8 Sidewinder, lanciarazzi ed altri apparati tecnologici. Per tale ordine il Viper era in competizione con il Boeing AH-64 Apache e l'AgustaWestland AW129. Nell'aprile del 2013 la Corea del Sud ha decretato come vincitore l'Apache.
Il 6 aprile 2015 è stato reso noto dal Dipartimento di Stato USA che il Pakistan intende acquistare 15 AH-1Z oltre a 32 motori, 1000 missili Hellfire II, cannoni M 197 e altro materiale di comunicazione, supporto e addestrativo per 952 milioni di dollari, finanziati dall'Arabia Saudita.

## Utilizzatori
Bahrein
- Royal Bahraini Air Force

12 AH-1Z ordinati a novembre 2018, con consegne a partire dal 2022. Insieme agli elicotteri saranno acquistati i missili anticarro Lockfire Martin AGM-114 Hellfire, il sistema per razzi guidati della BAE Systems Advance Precision Kill Weapon System (APKWS) ed il sistema di visualizzazione montato su casco TopOwl della Thales. I primi due esemplari consegnati il 26 luglio 2022. Tutti consegnati al maggio 2023.
 Rep. Ceca
- Vzdušné síly armády České republiky

4 AH-1Z selezionati a dicembre 2019, ordinati a settembre 2020, con consegne previste tra il 2023 ed il 2024. Ulteriori 6 AH-1Z ex US Marine Corps donati ad agosto 2022, che porteranno a dieci il numero degli esemplari ordinati. Primi due esemplari consegnati il 26 luglio 2023.
 Nigeria
- Nigerian Air Force

12 AH-1Z ordinati il 12 marzo 2024.
 Pakistan
- Pak Fauj

12 esemplari (più 3 opzioni) ordinati. Nove dei dodici elicotteri ordinati, dal 2018, sono immagazzinati presso il 309th Aerospace and Regeneration Group (AMARG), in Arizona, dopo il blocco delle consegne dovuto alla sospensione dell'assistenza militare al Pakistan da parte dell'amministrazione Trump.
 Slovacchia
- Vzdušné sily Slovenskej republiky

12 AH-1Z selezionati il 22 marzo 2023, insieme a 500 missili aria-superficie Lockheed Martin AGM-114 Hellfire II. Ordine ufficializzato il 2 agosto 2024.
 Stati Uniti
- United States Marine Corps Aviation

189 ordinati, di cui 152 di nuova produzione e 37 AH-1W portati al nuovo standard. Un AH-1Z è andato perso a marzo 2019. 6 AH-1Z donati ad agosto 2022 alla Repubblica Ceca. L'ultimo dei 189 esemplari ordinati è stato consegnato a novembre 2022.

## Galleria d'immagini

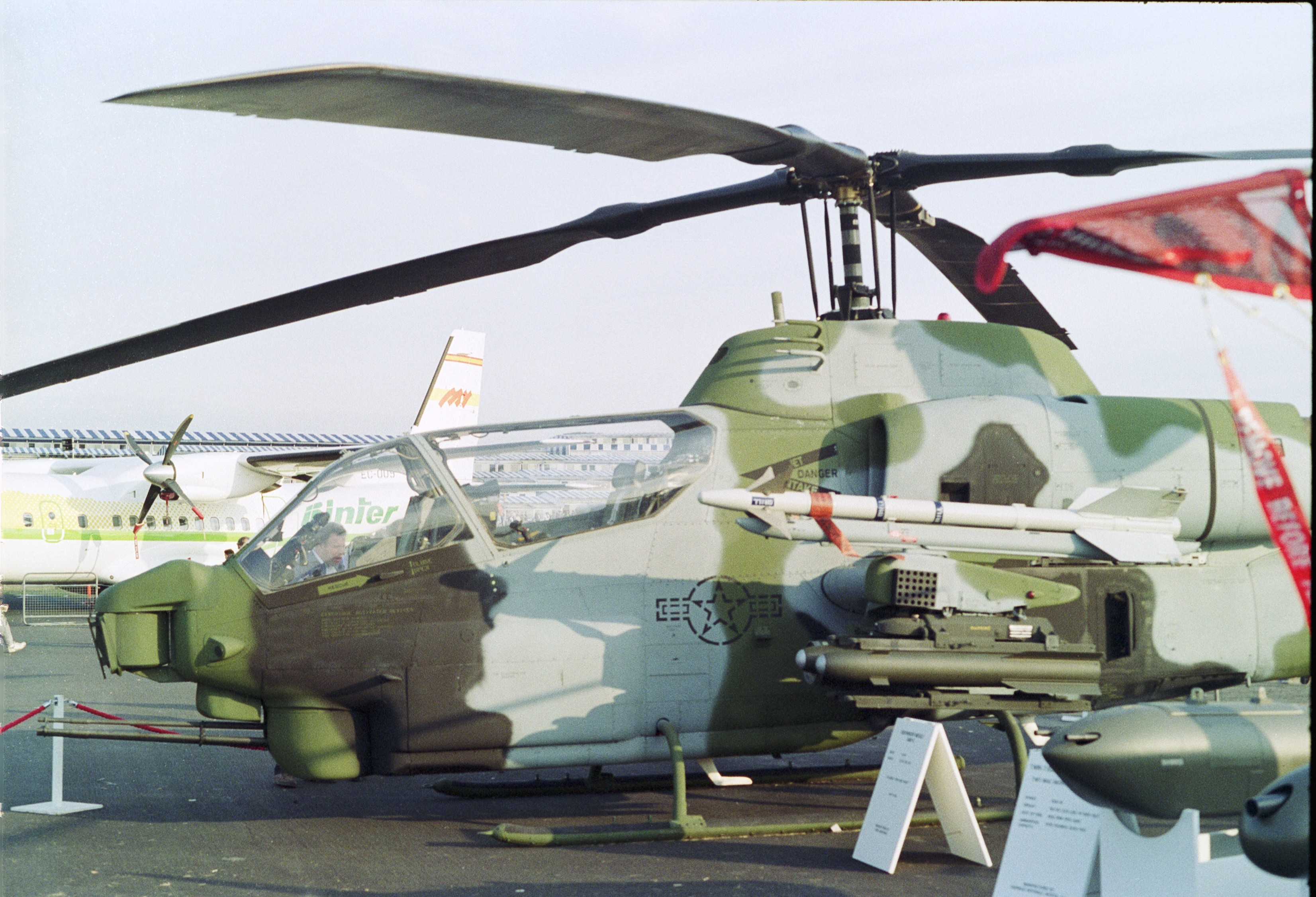
AH-1W è esposto nel 1990 al Mostra internazionale e esposizione di volo di Farnborough, Il numero di pale è impostato su 4.
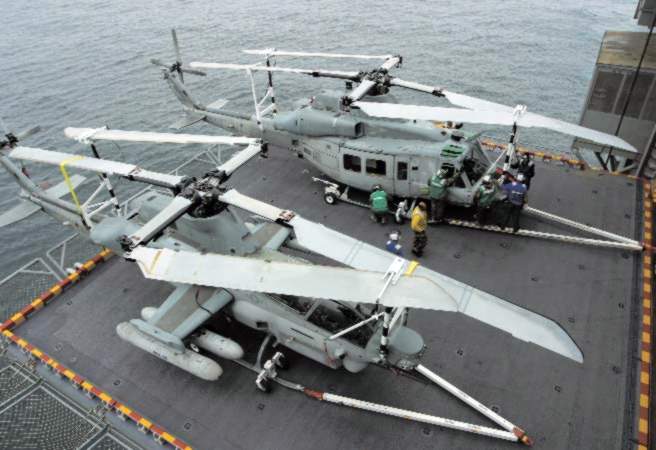
Un AH-1Z e un UH-1Y durante le prove sulla USS Bataan (LHD-5) nel 2005
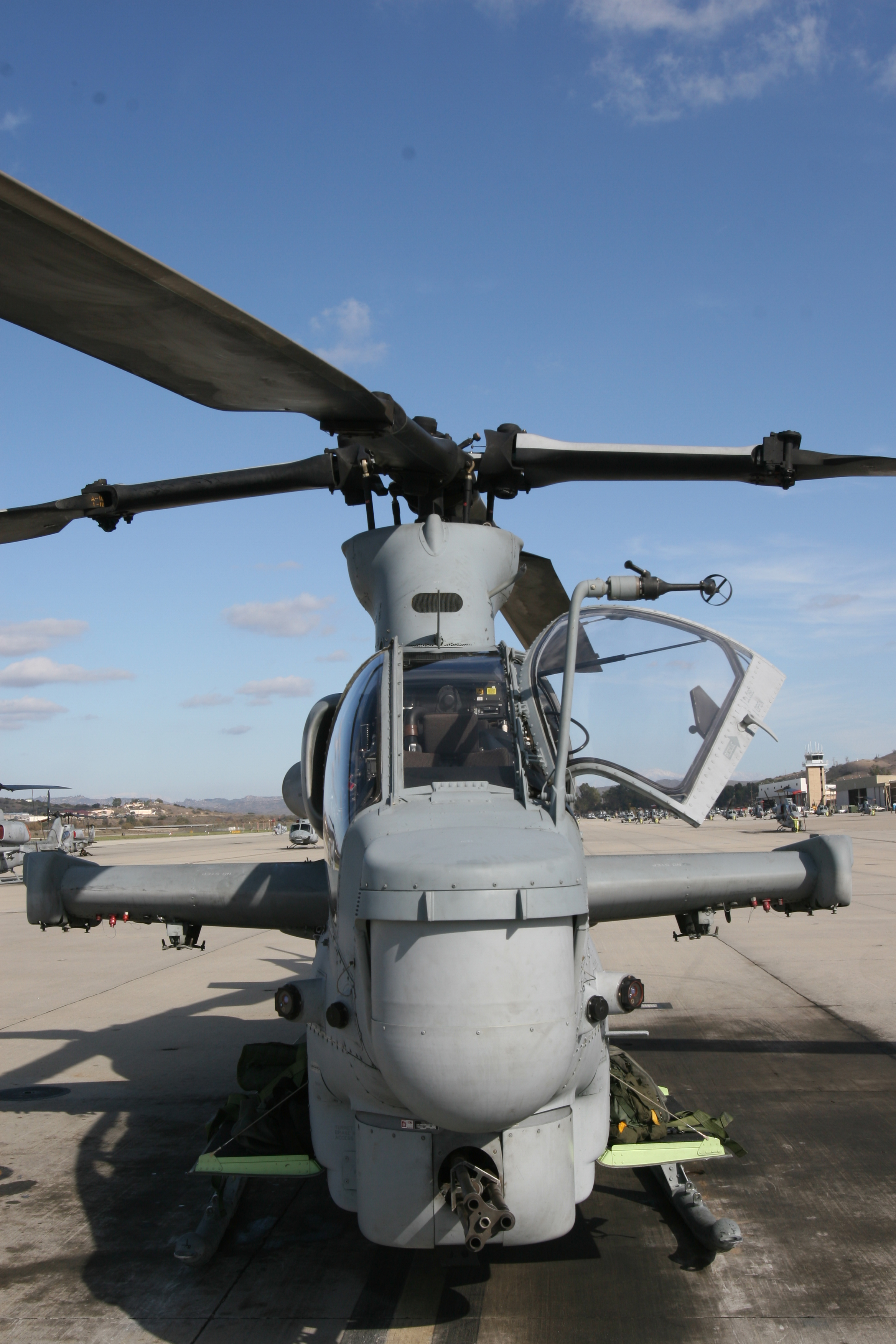
Particolare della parte frontale del Viper
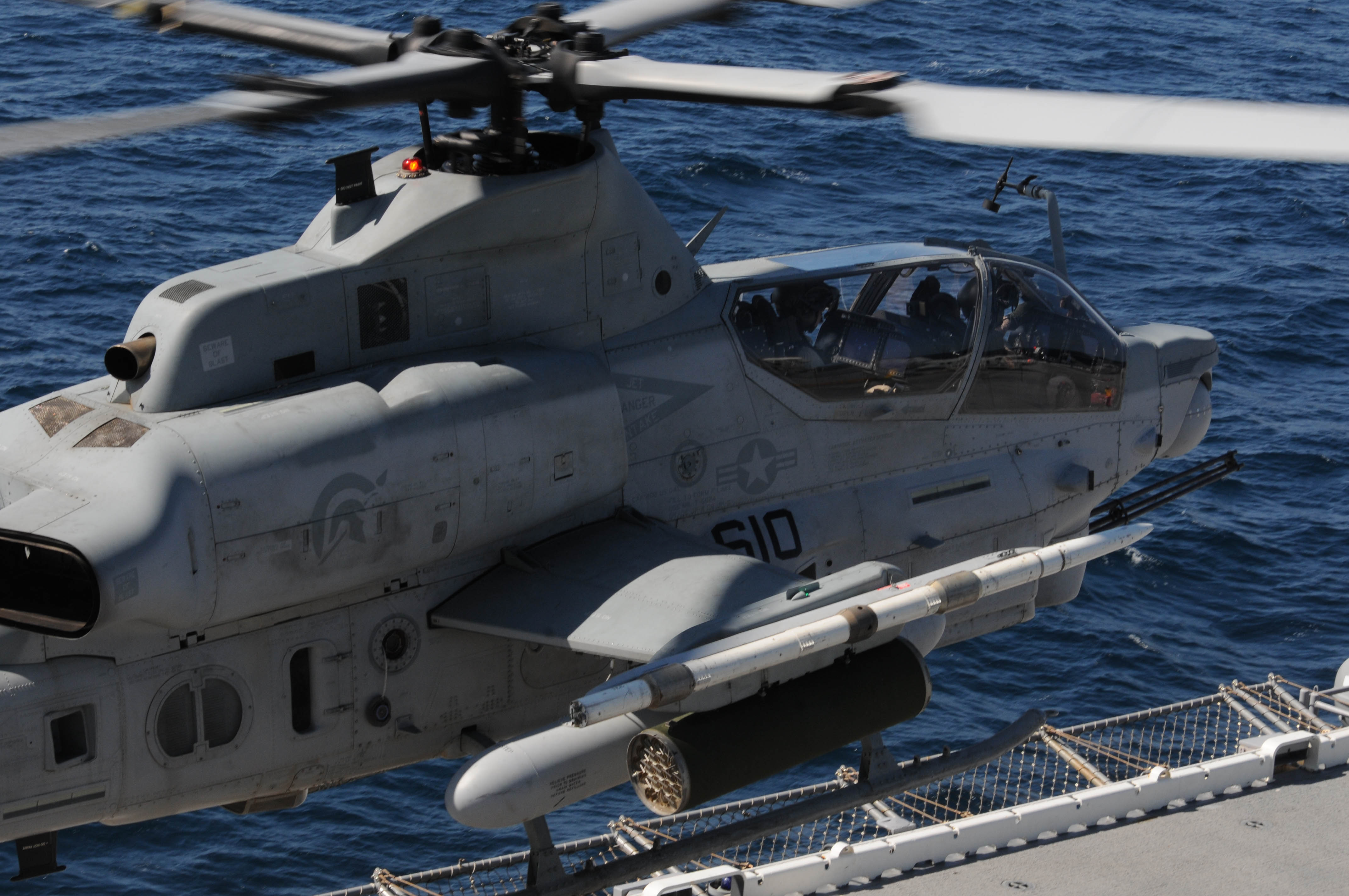
Particolare della fiancata del Viper